# Raiffeisenbank Uehlfeld-Dachsbach
Die Raiffeisenbank Uehlfeld-Dachsbach eG ist eine Genossenschaftsbank mit Sitz in der bayerischen Marktgemeinde Dachsbach im Landkreis Neustadt an der Aisch-Bad Windsheim.

## Geschichte
Die heutige Raiffeisenbank Uehlfeld-Dachsbach eG wurde am 22. Februar 1894 in Dachsbach gegründet und entstand im Jahr 1980 durch die Fusion der Raiffeisenbank Dachsbach eG mit Sitz in Dachsbach mit der Raiffeisenbank Uehlfeld/Aisch eG mit dem Sitz in Uehlfeld. Die damalige Raiffeisenkasse Dachsbach eGmbH fusionierte 1967 bereits mit der Raiffeisenkasse Oberhöchstädt eGmbH mit dem Sitz in Oberhöchstädt, der Raiffeisenkasse Birnbaum eGmbH mit dem Sitz in Birnbaum und der Raiffeisenkasse Gerhardshofen eGmbH mit dem Sitz in Gerhardshofen.

## Rechtsverhältnisse
Die Raiffeisenbank Uehlfeld-Dachsbach eG (lt. GnR „Raiffeisenbank Uehlfeld - Dachsbach eG“) ist im Genossenschaftsregister beim Amtsgericht Fürth unter GnR 138 eingetragen.

## Organisationsstruktur
Rechtsgrundlagen sind das Genossenschaftsgesetz und die durch die Generalversammlung beschlossene Satzung. Organe der Bank sind der Vorstand, der Aufsichtsrat und die Generalversammlung.

## Sicherungseinrichtung
Die Raiffeisenbank Uehlfeld-Dachsbach eG ist der amtlich anerkannten Sicherungseinrichtung des Bundesverbandes der Deutschen Volksbanken und Raiffeisenbanken GmbH und der zusätzlichen freiwilligen Sicherungseinrichtung des Bundesverbandes der Deutschen Volksbanken und Raiffeisenbanken e.V. angeschlossen.

## Geschäftsausrichtung
Die Raiffeisenbank Uehlfeld-Dachsbach eG betreibt das Universalbankgeschäft. Im Verbundgeschäft arbeitet sie mit der DZ Bank, R+V Versicherung, Bausparkasse Schwäbisch Hall, Teambank, VR Leasing, DZ Hyp und der Union Investment zusammen.

## Geschäftsgebiet
Das Geschäftsgebiet liegt im Nordosten des Landkreises Neustadt an der Aisch-Bad Windsheim.
An diesen Orten betreibt die Bank Filialen:
- Dachsbach (Hauptstelle, jur. Sitz)
- Uehlfeld (Geschäftsstelle)